# Verliebte Diebe
Verliebte Diebe ist eine deutsche Krimi-Filmkomödie von Peter Patzak aus dem Jahr 2003 mit Götz George und Gudrun Landgrebe.

## Handlung
Die Juwelendiebin Claire Vanderboldt trifft nach einem Coup im Liechtensteiner Luxushotel auf ihre einstige große Liebe und ehemaligen Kollegen Vinzenz Kröger. Der ist mittlerweile ein solider Geschäftsmann mit eigener Firma geworden und führt ein gutsituiertes Leben ohne Einbruch und Diebstahl. Vanderboldt will ihm am liebsten aus dem Weg gehen, doch Kröger sucht die Nähe zu ihr. Als er bemerkt, dass Hotelgäste bestohlen wurden, ist ihm klar, dass Claire noch immer aktiv ist. Nach alter Einbrechermanier seilt er sich außen am Hotel bis zu ihrem Zimmer ab und bringt unbemerkt die von ihr gestohlenen Objekte an sich. Am nächsten Tag wird Claires Zimmer von der Polizei durchsucht, da sie bei Interpol als Hoteldiebin geführt wird und sofort unter Verdacht gerät. Doch zu ihrer Überraschung finden die Beamten bei ihr kein Diebesgut. Claire ist schnell klar, dass Vinzenz sich die Beute „unter den Nagel gerissen“ hat.
Wieder zurück in Hamburg, geht Vinzenz die Begegnung mit Claire nicht mehr aus dem Kopf. Er ahnt, dass sie sich die Auktion in der Stadt, bei der ein sehr wertvolles Collier versteigert werden soll, nicht entgehen lassen wird und versucht sie deshalb in Hamburg wiederzutreffen. Das gelingt zwar, doch ist Claire nach wie sehr abweisend zu ihm. Sehr schnell wird ihm der Grund klar, denn Clair hat sich ihre große Ähnlichkeit zu einer bekannte Juwelierin zu Nutze gemacht und sich unter ihrem Namen in das Auktionsgebäude gemogelt. Nachdem die echte Juwelierin auftaucht, muss Claire, die sich das wertvolle Schmuckstück bereits angeeignet hat, untertauchen, wobei ihr Vinzenz zu Hilfe kommt. Gemeinsam fliehen sie vor der Polizei, verlieren dabei aber ihre wertvolle Beute. Wieder zusammengeschweißt wie früher schmieden sie einen neuen Plan, denn nicht nur Claire hat Geldprobleme, sondern auch Vinzenz’ Firma ist derzeit in eine finanzielle Schieflage geraten, die er seinem ehemaligen Mitarbeiter Tiedtke zu verdanken hat. Um diesem eine Lektion zu erteilen, untergräbt er mit Claires Hilfe nicht nur dessen Bemühungen um ein lukratives „Chinaprojekt“, sondern bringt ihn um eine beträchtliche Summe an Bargeld.
Nach dem geglückten Coup gestehen sich Claire und Vinzenz ihre Liebe zueinander ein und planen eine gemeinsame Zukunft.

## Hintergrund
Verliebte Diebe wurde im Jahr 2002 gedreht. Produziert wurde die Filmkomödie von der Degeto Film und der Novafilm. Der Film wurde am 13. September 2003 im Ersten auf dem Sendeplatz am Samstag zur Hauptsendezeit erstausgestrahlt.

## Kritik
Das Lexikon des internationalen Films schrieb: „In märchenhafte Arrangements und Schauplätze getauchte, solide inszenierte romantische Gaunerkomödie, die mit etlichen Wendungen und originellen Dialogen aufwarten kann. Zugleich kann sie sich auf die Spielfreude der beiden Hauptdarsteller verlassen, wobei die Verwandlungen Gudrun Landgrebes zu den witzigsten Momenten gehören.“
Tilmann P. Gangloff von tittelbach.tv war ganz anderer Meinung und urteilte: „‚Verliebte Diebe‘ ist eine grottige Gaunerkomödie, bei der ‚Kottan‘-Regisseur Peter Patzak nachhaltig unter Beweis stellt, dass er neben Kultfilmen auch ganz großen Käse produzieren kann. Hinzu kommen eine fade Story, ein lustloser George & eine nervige Landgrebe!“ „‚Verliebte Diebe‘ hat kein Tempo, ist nie spannend und nie komisch, allenfalls unfreiwillig: wenn man beispielsweise an den Zottelperücken genau erkennt, dass die beiden Stars bei den diversen Stunts Pause hatten.“